# Irina Pusic
Irina Pusic (Mostar, 15 februari 1973) is een Bosnisch-Kroatisch voormalig handbalspeelster met tevens de Nederlandse nationaliteit. Ze is een zus van voetbaltrainer Marino Pusic.

## Clubcarrière
Pusic speelde in Belgrado voor ŽRK Voždovac voor ze in 1992 door het uitbreken van de Joegoslavische oorlogen naar Nederland kwam. Ze ging voor Swift in Roermond spelen en won met de club doorlopend alle nationale handbalprijzen voor ze in 1998 overstapte naar SEW uit Nibbixwoud. In 2000 ging ze naar het Belgische DHC Meeuwen en in 2002 naar Borussia Dortmund in Duitsland. In het seizoen 2004/05 speelde Pusic voor V&L uit Geleen en kwam in 2006 uit voor het Spaanse Orsán Elda Prestigio. Ze speelde een seizoen voor VfL Oldenburg en sloot haar carrière in 2007 af bij Borussia Dortmund.

## Interlandcarrière
In 1997 werd Pusic voor het eerst opgeroepen voor het Kroatisch handbalteam. Ze won dat jaar met Kroatië een zilveren medaille op de Middellandse Zeespelen 1997 in Bari en maakte deel uit van de selectie op het wereldkampioenschap 1997 in Duitsland maar kwam in de 15 interlands die ze speelde weinig aan bod. In 1999 ging ze voor het Nederlands handbalteam spelen en nam deel aan Wereldkampioenschap handbal 1999 (10e), 2001 (16e) en 2005 (5e) en het Europees kampioenschap handbal 2002 (14e) en 2006 (15e). In 2007 stopte Pusic na 86 wedstrijden waarin ze 297 keer scoorde.

## Trainerscarrière
In 2021 keerde Pusic terug in de handbalwereld en werd de nieuwe coach van LimMid als opvolger van Harrie Knops. In 2023 werd Pusic trainster van BFC. Voor de aanvang van het seizoen 2024/2025 stopte Pusic bij BFC.

## Privé
Pusic woont in Roermond met haar man en twee zonen.

## Erelijst
Swift Roermons
- Eredivisie

1992/93, 1993/94, 1994/95, 1995/96, 1996/97, 1997/98
- Beker van Nederland

1992/93, 1993/94, 1994/95, 1995/96, 1996/97
- Nederlandse Supercup

1993, 1994, 1997
 SEW
- Eredivisie

1998/99
- Beker van Nederland

1998/99
 DHC Meeuwen
- Eerste nationale

2001/02
- Beker van België

2000/01, 2001/02
 Borussia Dortmund
- EHF Challenge Cup

2002/03
 Kroatië
- Middellandse Zeespelen

 1997

## Onderscheidingen
- Belgisch handballer van het jaar: 2001